# Isola Wollan
L’Isola Wollan ( in inglese: Wollan Island) è un'isola a forma di cupola, ricoperta di ghiaccio, con vistose esposizioni rocciose sul lato nord-occidentale, situata a 1,9 km a nord dell’Isola Davidson a Crystal Sound. Mappato da indagini del Falkland Islands Dependencies Survey (FIDS) (1958–59). Nominato dal Comitato britannico per i toponimi antartici (UK-APC) per Ernest O. Wollan, fisico americano che ha usato la diffrazione dei neutroni per studiare la struttura del ghiaccio.